# Хаїм Вейцман
Ха́їм Ве́йцман (івр. חיים ויצמן; Chaijim Weizmann, Haim Weizmann; 27 листопада 1874, Мотоль, Кобринський повіт, Гродненська губернія — 9 листопада 1952, Реховот, Ізраїль) — ізраїльський учений-хімік, політик єврейсько-білоруського походження, президент (1929–1946) Всесвітньої сіоністської організації, перший президент Держави Ізраїль (обраний 16 травня 1948 року і залишався на посаді до смерті 9 листопада 1952 року), засновник і президент (1949—1952) науково-дослідницького Інституту, який тепер носить його ім'я.
Дружина Віра Вейцман.